# 格内绍
格内绍是奥地利克恩顿州费尔德基兴县的一个市镇。总面积78.68平方公里，总人口1190人，人口密度15.1人/平方公里（2005年）。